# Hans Reichel (Musiker)

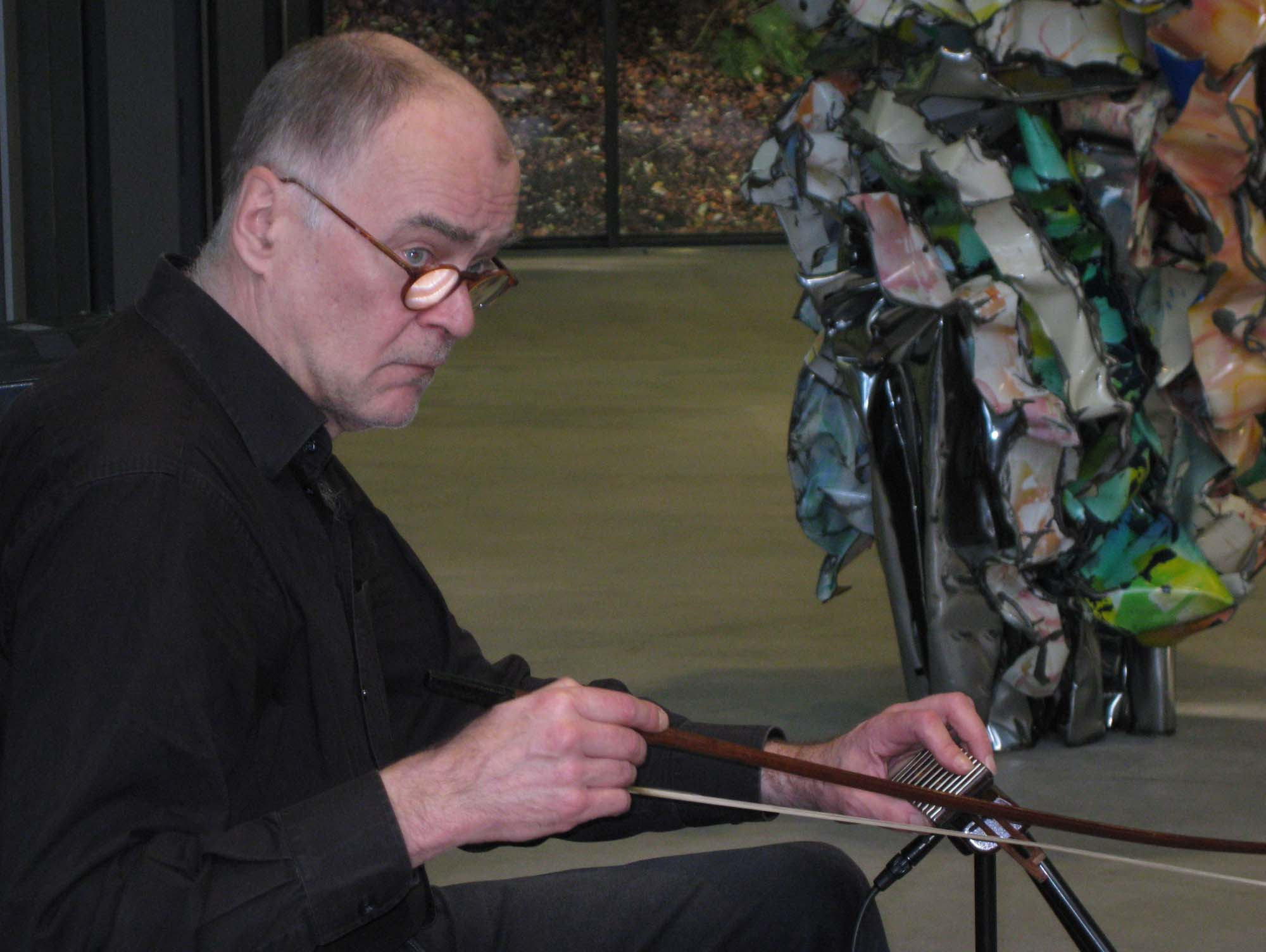
Hans Reichel 2009 im Skulpturenpark Waldfrieden in Wuppertal, Foto: E. Dieter Fränzel

Hans Reichel (* 10. Mai 1949 in Hagen; † 22. November 2011 in Wuppertal) war ein deutscher Gitarrist, Violinist (im Bereich Free Jazz/improvisierter Musik), Instrumentenbauer und Schriftgestalter aus Wuppertal.

## Musik
Nach Selbststudium der Violine spielte Reichel ab dem 15. Lebensjahr zunächst in Rockbands Beatmusik, Bluesrock und Kompositionen von Frank Zappa, bevor er ein Designstudium absolvierte. Anfang der siebziger Jahre erschienen seine ersten Soloaufnahmen für Gitarre. Dabei beschäftigte er sich von Anfang an nicht nur mit unkonventionellen, noch nicht gehörten Spieltechniken, sondern entwickelte und baute Third-Bridge-Gitarren. Tonabnehmer brachte er an Stellen an, wo sie eigentlich nicht hingehören; statt eines hatten viele Gitarren auch zwei Hälse. Durch die wechselseitige Wirkung von Klangforschung und musikalischer Ausführung verfügte Reichel über ein enormes Potential an eigenen Klangmöglichkeiten. „Er hat die von der Gitarre bestehende Vorstellung nicht nur um neue Konstruktionen und Spieltechniken, sondern vor allem um neue Klangdimensionen bereichert“, urteilte Bert Noglik.

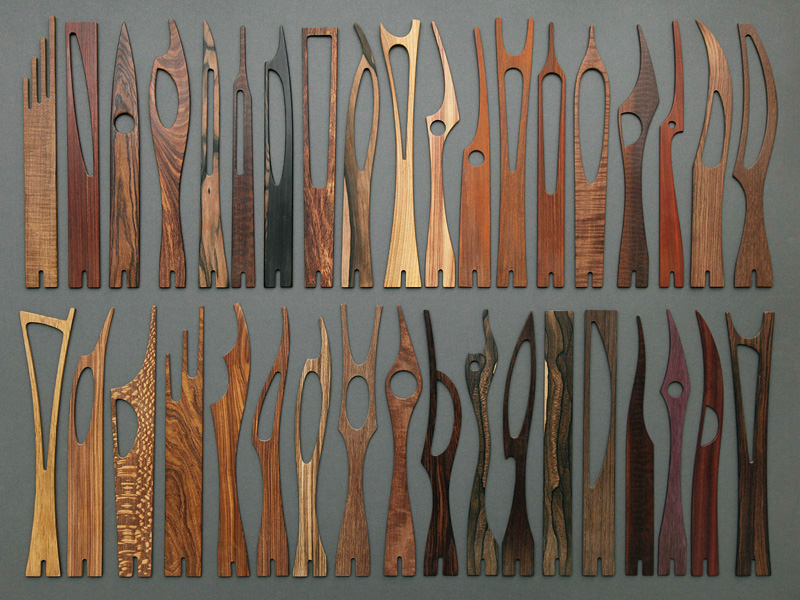
Daxophon-Zungen

Bei seinen Klangexperimenten erfand er auch ein völlig neues Streichinstrument, das Daxophon, das er ebenfalls regelmäßig spielte und für das er auch „Operetten“ komponierte. Reichel arbeitete zwar zumeist solo, aber bereits in den siebziger Jahren auch mit Rüdiger Carl zusammen (später auch im Bergisch-Brandenburgischen Quartett mit Ernst-Ludwig Petrowsky und Sven-Åke Johansson (BBQ Live ’82), sowie in der September Band, dort mit Shelley Hirsch und Paul Lovens). Mit dem Cellisten Tom Cora, mit Michel Waisvisz, mit Achim Knispel, mit Stephan Wittwer, mit Keith Tippett, mit Fred Frith und mit dem japanischen Gitarristen Kazuhisa Uchihashi bildete er Duos. Gemeinsam mit dem Perkussionisten Eroc (von der Band Grobschnitt) entstand 1986 das Album „Kino“ (wieder veröffentlicht als „The Return of Onkel Boskopp“). Vereinzelt trat er auch in größeren Gruppen auf, etwa um Johansson, um Butch Morris und um den Saxophonisten Thomas Borgmann. Mit Jan Kazda, Harald Heller und Ingo Specht spielte er (auch auf internationalen Festivals, zum Beispiel in Bologna) in einer „All Dax(ophone) Band“. Für das Kronos Quartet schrieb er die Komposition „Namakemono“, die er erstmals 1997 (gemeinsam mit diesem) aufführte. Konzert-Tourneen führten Reichel in über 40 Länder in Nordamerika, Europa und Südostasien; für längere Zeit wohnte er in Japan. Die Konstruktion und Funktionsweise seiner Instrumente wurden in amerikanischen, japanischen und europäischen Fachzeitschriften ausführlich vorgestellt, und seine Musik ist auf zahlreichen Solo-LPs und CDs nachzuhören.

## Schriftgestaltung

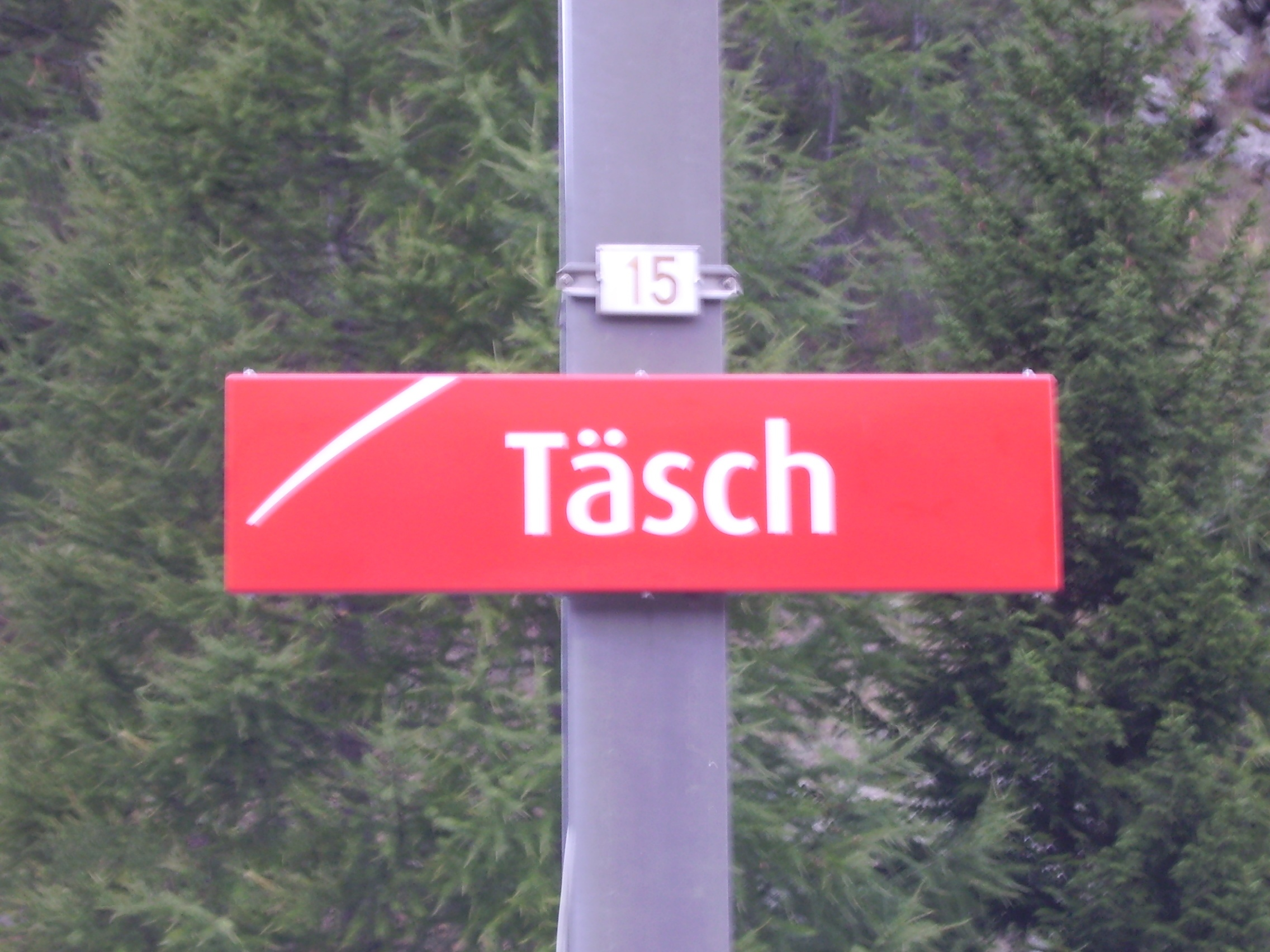
Reichels FF Dax auf einem Eisenbahnstationsschild

Als Schriftdesigner entwickelte Reichel mehrere Schriftfamilien (Barmeno, FF Dax, FF Daxline, FF Sari, FF Schmalhans, FF Routes), die zum Teil eine weite Verbreitung im Grafikdesign und Desktoppublishing erfuhren. So wird seine FF Dax beispielsweise von UPS, der Norisbank, der Neuen Demokratischen Partei Kanadas und dem Total Music Meeting verwendet. Sie zählt zu den erfolgreichsten Schriften der FontFont-Bibliothek von FSI FontShop International. Die FF Sari ist z. B. die Hausschrift vom Großhandelsunternehmen Lekkerland und die Logoschrift des BEFG. Reichel, der Schüler Günter Gerhard Langes bei Berthold war, bezeichnete sich selbst in einem Interview des Spiegels als „Schriftenmacher“.

## Auszeichnungen
Reichel erhielt 1998 den Kunstpreis der Stadtsparkasse Wuppertal. „Als Improvisator und Komponist, als Solomusiker und im Ensemblespiel bewegt sich Reichel in den Grenzbereichen zwischen herkömmlichen musikalischen Genres und zeitgenössischer Musik, wobei er bisher unvorstellbare und unbekannte Klangdimensionen erschließt“ (Jazz Live).